# アリアンロッド・リプレイ・セカンドウィンド
『アリアンロッド・リプレイ・セカンドウィンド』は、FEARによる『アリアンロッドRPG』のリプレイシリーズ。全5巻。
ゲームマスター(GM)・リプレイ執筆は久保田悠羅。イラストレーターは合鴨ひろゆき。

## 特徴
『アリアンロッドRPG』は2011年7月を期して、ルール第2版『2E』へヴァージョンアップされた。本リプレイは『2E』環境下で開始された最初のリプレイであり、特に1巻1話「剣と遺跡と冒険者」はリニューアルされたルールやデータをどうやって使えばいいのか、という『2E』の基本的な解説を兼ねたリプレイとなっている。プレイヤーキャラクター(PC)のレベルは1から開始されている。
「ルージュ」シリーズや基本ルールブック掲載のシナリオとも関連を持ったストーリー展開となっている。
他の『アリアンロッド』リプレイと異なり、当初より1巻1話の構成となっている。なお第1巻は、ページ数が約200ページと、約300ページを通例とする他のリプレイシリーズの巻に比べて薄めの装丁になっている。

## あらすじ
神竜ゾハールによる「火の粛清」がギルド「フォア・ローゼス」により水際で阻止された「薔薇の災厄」から3年。パリス同盟に属するグランフェルデン王国で、1人の冒険者が誕生した。名はルード・ヴェルフェ。亡き父の様な立派な警護騎士を目指す彼は、最初の依頼を受けに行った先で戦士嫌いの魔法使いフィンニー、金第一の神官ジェイス、元特殊部隊の錬金術師バニィと出会い、冒険者としての一歩を踏み出す。

## 登場人物

### ギルド「スクラメイジ」
ギルドマスターはルード。ギルド名の「スクラメイジ」はラグビー用語から取られている。
ルード・ヴェルフェ（荻原秀樹）
ヒューリンのウォーリア/ウォーリア。グランフェルデンの騎士団の1つ「レインブランド」所属の騎士セオドリクの息子。
両手剣を扱う重戦士で、前衛として安定した破壊力を発揮する。幼少期に父親が亡くなり、親戚に預けられて育ったと言う過去を持つ。現在は半分に分かれたペンダントを手掛かりに、生き別れになった妹を探して旅をしている。
武器はグレートソード。親戚からセオドリクの武器が両手剣だと教えられたのがきっかけで使うようになった。田舎育ちのため朴訥な性格で、やや調子に乗りやすい。ギルドでは唯一の前衛だが、防具が貧弱なため防御力は抜きん出て低い。
フィンニー・ディーレ（小暮英麻）
ヒューリン（ハーフエルダナーン）のメイジ/メイジ。14歳の少女で、騎士の家系の生まれ。
とある事件で実家が取り潰され、行き場をなくして冒険者になったという経緯を持つ。その際、父親が誇りを重んじ、誰かを庇って冤罪を証明しないまま亡くなったため、戦士や騎士を嫌っている。
地属性の魔法に長ける。高飛車な上に我が儘な一面があるが、根は素直。ジェイスとウマが合うのか、ダンジョン内では揃って突撃して揃って罠にかかっていた。
ファミリーネームは2話で判明。父からは「フィン」という愛称で呼ばれていた。
ジェイス・ロウ（菊池たけし）
ヒューリンのアコライト/セージ。28歳。暗殺を旨とする一族の出身。
過去の経緯は不明ながら、なぜか神官となっている。かつて大事なものを失い、その反動で金以外信用できなくなってしまっている。ルードの父セオドリクとは知り合いらしいが、詳細は不明。目つきが悪い上に言動がいちいち仰々しく、一見すると何かを企んでいるように見える。
ギルド内では初心者のルードを導くアドバイザーとして活躍しているが、フィンニーと一緒に先行してトラップに引っ掛かるなど早速の失敗も多い。なおキャライメージは「アリオン」に登場したキャラクター「アポロン」。
バニィ（田中信二）
ヴァーナ（アウリラ）のシーフ/アルケミスト。
元々は神聖ヴァンスター帝国情報部第十三班のエージェントで、「ルージュ」に登場したエイプリルやオーガスト、ジュライの同僚に当たる。当時のコードネームは“マーチ”。マスケット銃を使った狙撃に長ける。
ひらひらしたドレスにおっとりした性格と、冒険者らしからぬ人物。しかし経歴ゆえか、戦闘時の判断は的確かつ迅速。その分平時は一言で言えば「奇妙」な性格であり、モンローウォークで移動する、効果音が「しゃなりしゃなり（しかも自分で言っている）」であるなど。
錬金術協会からの依頼で行動していたところ、ルードたちに遭遇して勧誘。そのままギルドに参入した。ちなみに冒険者としては駆け出し。

### 錬金術協会
メル・ニコル
ネヴァーフ。錬金術協会の会長。
“地の時代”の遺跡がある二八研究所でのトラブルを解決するため、バニィを介して神殿に依頼を持ちこんだ。単行本3巻で、その正体が魔族「ボーティス」であることが判明。有力な国営機関の協会長が魔族であった事実は国の上層部に衝撃をもたらした。
エリヤ
ネヴァーフ。二八研究所の所長で、率先して遺跡に潜る行動派。
いつもツナギのような服を着ている。研究所の奥で隠し扉を偶然見つけ、そこにあった大剣を隠していたが、事件が原因で露見してしまった。
フォースタス
ヒューリンのアコライト/アルケミスト。二八研究所の所員。
一連の騒動の黒幕で、ゴアガルに錬金術を教えて嗾けた張本人。エリヤの隠した剣を狙っていたが、スクラメイジの面々にゴアガルが敗れたことで引き上げ、姿を消した。
実名はマンフレッドで、元王立騎士団の騎士。ルーナマーレの力で魔族や妖魔を解放し、戦力バランスを妖魔側に傾けることで「火の粛清」を誘発することを狙っている。
セオドリクを殺害してルーナマーレを奪った犯人なのだが、実の所その考えはルーナマーレに封印された魔族の誘導を受けた状態にあり、当人はその記憶がない。

### その他の登場人物
アリエッタ
フィルボル。大神殿の脇に在る依頼所で受け付けをしている。真面目で人付き合いが良いが、それが災いして、冒険者から無理難題を押し付けられることも多い。しかしその性格ゆえ、彼女からの斡旋を断れない冒険者も多数いる。
『基本ルールブック1』の公式NPC。
ソーンダイク
ヒューリン（ハーフエルダナーン）。グランフェルデン大神殿の神官長を務めている。社交的な性格で神殿外にも幅広い人脈を持つ。セオドリクについてもよく知っており、ルードが冒険者になるべく神殿を訪れたことに感慨を抱いていた。
『基本ルールブック1』の公式NPC。
レティシア
グランフェルデンの王女。騎士団の副団長を兼任しており、当人も剣の達人。
実は王家の生まれではなく、養女。元々はルーナマーレを管理するヴェルフェ家の娘で、本名はルディア・ヴェルフェ。生き別れになっていたルードの実妹である。
ヴェルフェ家の人間は代々ルーナマーレの影響（＝封じられているカスピエルの誘導）を受けやすい体に生まれつく傾向がある。当代ではルードとルディアの二人が該当したが、ルードはほぼ影響を受けなかったのに対し、ルディアは非常に同調率が高かった。さらに、セオドリクの死とルーナマーレの奪取によってその影響から逃れる確答がなくなったため、隔離措置としてグランフェルデン王家に引き取られた、というのが真相であった。
5巻中盤で真相を知ったが、その後まもなくカスピエルに乗っ取られて姿を消す。ヴェンガルド峡谷でスクラメイジと対峙したが、プロミネンスの一撃によってカスピエルから引き剥がされ、救出されている。
セオドリク・ヴェルフェ
ヒューリンのウォーリア。ルードの父親で、開始時点で故人。「レインブランド」に所属していた騎士で、数々の武勲を立てて来た。その名は彼を知る者の間では今なお尊敬の対象となっている。かつてヴァルターにエクリプスの奪取を依頼した経緯がある。
エクリプスの所在をヴァルターと共に調べている中、目的のエクリプスと共にレーナを発見し、王城へと連れ帰った。だが後になって指揮した作戦の中、それに巻き込まれる形でフォースタスの故郷が破壊されている。そのためか、物語開始の数年前にフォースタスに殺され、ルーナマーレを奪われている。
ゴアガル
ゴブリンのウォーリア/アルケミスト。
フォースタスから授けられた錬金術で戦う。ゴブリン達を率いてスクラメイジを襲ったが、ルードの一撃で倒された。
ヴァルター・ディーレ
フィンニーの父。開始時点で故人。
濡れ衣を着せられたが、何者かの名誉のためにそれを晴らさないまま亡くなっている。
実際には、セオドリクからの依頼で魔族からエクリプスを奪取するために出撃したものの、自身一人が帰還したという経緯がある。当時の国王は報告の内容を鑑みてこれを許したが、ヴァルターの死後にある人物が告発したため、濡れ衣を晴らすに晴らせずそのままになっている。
5巻の序盤でかつての部下達による請願が通り、その名誉は回復されている。
レーナ
ヴァーナ（アウリク）。
クトラ村に住むルードの幼馴染。父が亡くなる際に「“黒影剣”エクリプス」を託されている。なお、2巻裏表紙のあらすじでは「リーア」と誤記されていた。
正体はエクリプスを扱うために、魔族によって生み出された人工生命体。エクリプスの能力そのものを宿したコピー体も存在したが、こちらは力の反動に耐え切れず崩壊している。
セオドリクによって連れ帰られた後は、警護騎士であったセオドリクの兄に引き取られ、その娘として育てられていた。ただ前後の事情は全く知らされず、エクリプスについても父から預けられたと思っている（実際にはセオドリクが発見した時点で持っていた）。
冬眠鼠（ヤマネ）
フィルボルの情報屋。バニィの十三班時代の顔なじみで、幅広いネットワークを持つ男。
通称が「ヤマネ」なのは、バニィがアウリラ（兎の特徴を持つ獣人）であり、コードネームが「マーチ（三月）」であることから引っかけた「不思議の国のアリス」ネタである。
ファムリシア
ヒューリンのメイジ/セージ。「ハートフル」からのゲスト出演。
本作ではルーナマーレに関する調査のため、エルクレスト・カレッジを訪れたスクラメイジの案内を担当。
カミュラ・シェフィールド
エルダナーンのアコライト/バード。「ハートフル」からのゲスト出演。
本作の時点ではカレッジの准教員となっている。なお、「ハートフル」本編で張り合っていたシャルロッテも同じく准教員となっており、未だに張り合っているらしい。

## 用語
グランフェルデン王国
パリス同盟の北部国境を成すヴェンガルド川に面する小国家。成立は聖暦400年に遡り、パリス同盟を構成する7国家で最古の歴史を持つ。かつては中原（ネルス川沿岸地帯）にまで版図を広げていたが、500年代に、”覇王”シャルリシアに率いられたパリス王国に併合され、パリス王国滅亡後復興した歴史を持つ。
なお、パリス同盟は『2E』移行に際し歴史設定が変更・追加された。ルール第一版時代の「中原の都市国家にもともと存在していた商業同盟をもとにした政治・軍事同盟」から「かつてのパリス王国が分封され、互いに敵対し合っていた7国家の対神聖ヴァンスター帝国同盟」となったこと、同盟の発案者がライン王エレヴォンド及びカナンの都市貴族からクラン＝ベルに変更されたことなどである。これらの変更点についてはルール第一版時代のサプリメント『アリアンロッドRPGトラベルガイド』p152と、『アリアンロッドRPG 2E ルールブック1』p293-294を参照比較されたい。
“蒼月剣”ルーナマーレ
セオドリクが持っていた魔剣。「バラムの乱」で使用されており、魔に属するものを封じる力を持つ。元々は魔族の所有物で、戦力を自在に持ち運ぶためのもの。ルードの祖先が奪取し、以来ヴェルフェ家が受け継いできた。現在は経緯は不明ながらフォースタスが持っている。魔族の剣であるため、その力を使い過ぎると邪悪化してしまう。
刀身にはかつての使い手である魔族「カスピエル」が封印されている。
“紅炎剣”プロミネンス
錬金術研究所の奥にある「地の時代」の遺跡に隠されていた赤い魔剣。ルーナマーレと対を成す存在で、その力に対抗すべく神から齎されたもので、武器としての力はない。ルーナマーレと同じ形をとることでその力に干渉し、封じる力を持つ。現在はルードが所有。
“黒影剣”エクリプス
謎に包まれた黒き魔剣。レーナの父が亡くなる際に託して行ったもので、現在は彼女が所有。元々は何者かが所持していたが、セオドリクからの依頼でヴァルターが奪取。その後、経緯は不明ながらレーナの父を介して彼女の元にある。ルーナマーレの副作用を抑える効果があり、フォースタスは人間として「火の粛清」を導くためにこの剣を狙っていた。
しかし、実際の効果はプロミネンスの効果を封じるための魔族側のカウンターであった。

## 作品一覧
- アリアンロッド・リプレイ・セカンドウィンド1 剣と遺跡と冒険者 ISBN 978-4-8291-4633-0 2011年7月20日
- アリアンロッド・リプレイ・セカンドウィンド2 仔猫と王女と冒険者 ISBN 978-4-8291-4646-0 2011年10月20日
- アリアンロッド・リプレイ・セカンドウィンド3 騎士と王都と冒険者 ISBN 978-4-8291-4658-3 2012年1月20日発売
- アリアンロッド・リプレイ・セカンドウィンド4 樹海と秘密と冒険者 ISBN 978-4-8291-4670-5 2012年4月20日発売
- アリアンロッド・リプレイ・セカンドウィンド5 夢と未来と冒険者 ISBN 978-4-8291-4683-5 2012年7月20日発売